# Gosho-ha Hyōhō Niten Ichi-ryū

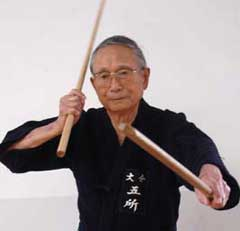
Shihan Gosho Motoharu

El Gosho-ha Hyoho Niten Ichi ryu era un dels vessants del Niten Ichi Ryu, estil de Kenjutsu creat per Miyamoto Musashi sota la supervisió del Shihan Gosho Motoharu. Des de maig de 2007 fou reintegrada en el llinatge principal (Seito), per Yoshimoti Kiyoshi, 12° successor de Hyoho Niten Ichi Ryu i 10° successor de Gosho Ha Hyoho Niten Ichi Ryu.

## Sobre l'estil

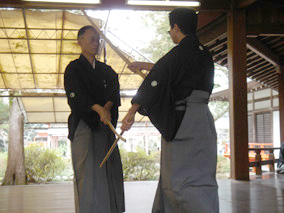
Demostración del Gosho Ha Hyoho Niten Ichi Ryu en la commemoració del cap d'any en el temple de Usa, en Oita, Japó, gener de 2007

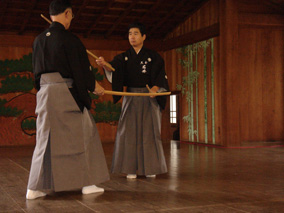
Demostració de Niten Ichi-ryū a la cerimònia de Cap d'Any.

Després de ser creat per Miyamoto Musashi, la vessant "Santô-ha" de l'estil, va mantenir inalterad3s les tècniques creades pel fundador, fins al soke (gran mestre) de la 8a generació, Aoki Kikuo.
En 1961 Aoki Soke nomenà un dels seus deixebles més pròxims, Gosho Motoharu, com shihan (mestre responsable per la transmissió tècnica de l'estil) i Soke Daiken (successor adjunt) de la 9a generació, al costat d'altre deixeble pròxim, Kiyonaga Tadanao (9° Soke), amb la missió de garantir que les tècniques de l'estil foren ensenyades a les generacions futures.
El Soke Aoki Kikuo morí en 1967. En els anys següents els dos mestres van continuar representant l'estil al Japó.
En 1976 el Soke Kiyonaga Tadanao morí sobtadament, sense deixar successors designats. Com successor adjunt, el Shihan Gosho Motoharu va romandre representant l'estil en aquest període. Després de mesos sense un soke, la família Kiyonaga va sol·licitar al shihan Gosho Motoharu que entrenara Imai Massayuke, un professor de Kendo, que un any abans havia mantingut contacte, interessat a aprendre sobre el Bojutsu del Niten Ichi Ryu, perquè passara a ser el 10º soke, al pas que el fill del 9º soke, Kiyonaga Fumiya seriosa el 11º soke.
En els anys següents, el Shihan Gosho Motoharu ensenye el contingut complet del currículum de l'estil per a Imai Massayuke i Kiyonaga Fumiya. Durant els pròxims 10 anys representaren junts l'estil al Japó i en l'exterior, com França (1983), Xina (1986) i Austràlia (1988).
En el final de la dècada de 1980, el 10° Soke i el Shihan allunyaren els seus camins. En aquesta època, Gosho Motoharu rebé la graduació de Iaido Hachidan per ZNIR, i també era el responsable tècnic per Sekiguchi Ryu. Imai Massayuke no rebé Menkyo Kaiden en Hyoho Niten Ichi Ryu de Gosho Motoharu, així forma trencant la línia de transmissió de Menkyo Kaiden que vènia des del fundador, Miyamoto Musashi.
En aquesta època, Imai Massyuke vaig fer profunds canvis en els kates, canviant el temps, les posicions i les tècniques. El Niten Ichi Ryu que comence a ensenyar era diferent de l'ancorat fins llavors.
Durant els 15 anys següents el shihan Gosho Motoharu continu preservant l'estil original, sense les mudances de la 10a generació.
Al novembre de 2003 Imai Massayuke va proclamar que només tindria el títol de soke a partir de l'11a generació, nomenant tres representants de l'11a generació, els quals passarien a ser denominats dai-juichi. Són els mestres Kiyonaga Fumiya (fill del 9º soke), Chin de Taiwan (un antic deixeble de Aoki Soke), i Iwami Toshio. Mesos després, a causa de la seua avançada edat Imai Massayuke es retirà de la convivència social, arribant a morir en 2006.
Imai Massayuke també decidí posar el Jisso Enman no Bokuto, el Bokuto fet per Musashi Sensei i símbol de la successió de l'estil, en el temple xintoista de la ciutat d'Usa.
Al final de l'any de 2004, amb la mort de Kiyonaga Fumiya, el més representatiu dels tres dai-juichi, els mestres de l'estil al Japó, li sol·licitaren a Shihan Gosho Motoharu, que reprenguera les tècniques originals de l'estil, abans de les mudances de la 10a generació.
S'establí així el llinatge Gosho Ha Hyoho Niten Ichi Ryu, la qual la gran majoria dels mestres i alumnes de l'estil, al Japó i en l'occident, han optat per seguir. Hi ha alumnes al Japó, Brasil, Argentina, Xile i Estats Units.
Associació de Kendo d'Oita li sol·licità formalment a Gosho Sensei i a la família Kiyonaga que restabliran les tècniques originals en llinatge Seito (línia principal) en Oita, com es feia des de fa tres generacions de l'estil. La família Kiyonaga nomenà al Sensei Yoshimoti Kyoshi, fill de Gosho Sensei i 10° successor del Gosho Ha Hyoho Niten Ichi Ryu, com 12° successor de la línia Seito per Kiyonaga Sensei.
La transmissió de Menkyo Kaiden també fou restablida, perquè Yoshimoti Sensei rebré Menkyo Kaiden del Shihan Gosho Motoharu 

## Locals de pràctica

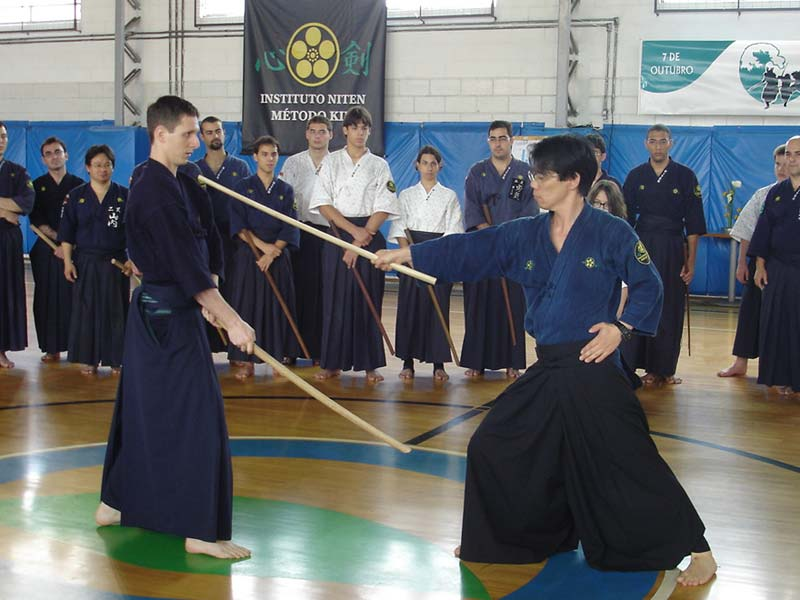
Seminari de Niten Ichi Ryu en Brasil (octubre de 2006

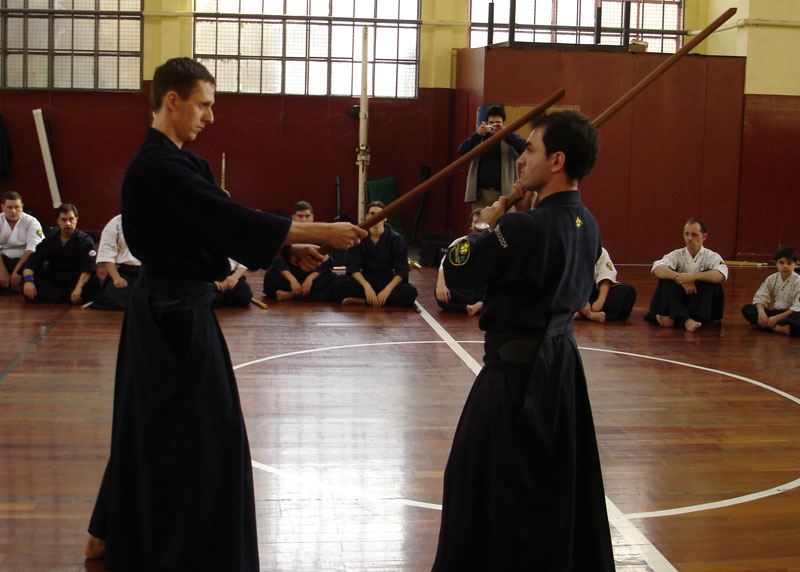
Seminari de Niten Ichi Ryu en Argentina (juliol de 2006

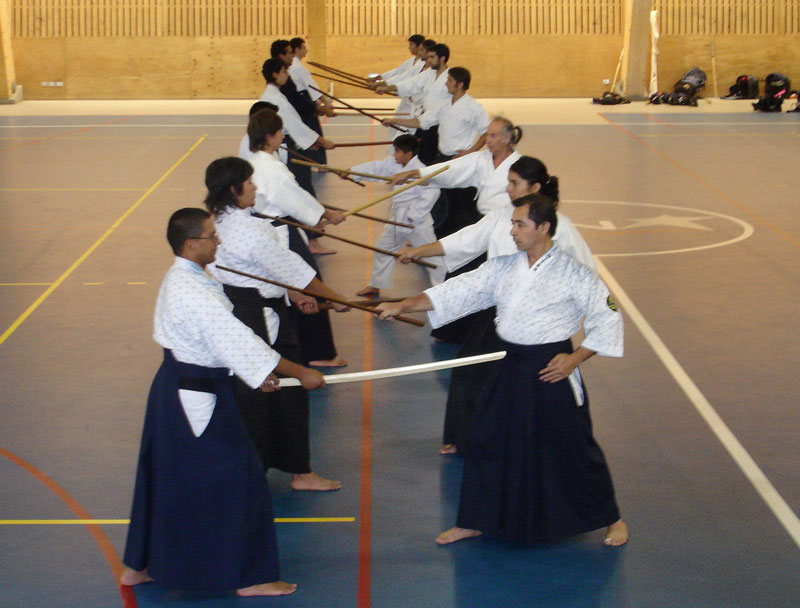
Seminari de Niten Ichi Ryu en Xile (febrer de 2007

Al Japó, l'estil es practica predominantment en Kyushu, especialment en Usa, Oita, on viu el Shihan Gosho Motoharu.
A Sud-amèrica l'estilo és practicat al Brasil, Argentina, Chile sota la supervisió del Sensei Jorge Kishikawa, fundador del Instituto Niten, y discípulo de Shihan Gosho Motoharu. Pose la graduación de Menkyo kaiden, la més alta de l'estil, rebuda del Shihan Gosho Motoharu.

## Llinatge
Shinmen Musashi no Kami Fujiwara no Genshin (Miyamoto Musashi) 宮本 武蔵 藤原 玄信
||
Terao Kyumanosuke Nobuyuki 寺尾 求馬助
||
Terao Gouemon Katsuyuki 寺尾 郷右衛門
||
Yoshida Josetsu Masahiro 吉田 如雪
||
Santô Hikozaemon Kyohide 山東 彦左衛門
||
Santô Hanbê Kiyoaki 山東 半兵衛
||
Santô Shinjurô Kiyotake 山東 新十郎
||
Aoki Kikuo Hisakatsu 青木 規矩男
||
Gosho Motoharu

## Currículum de l'estil

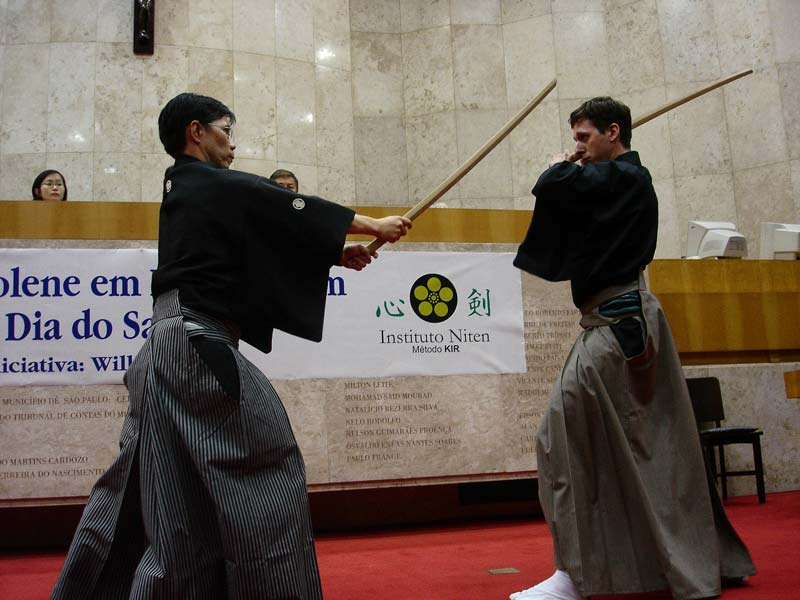
Tachi Seiho: 12 Kates amb espasa llarga

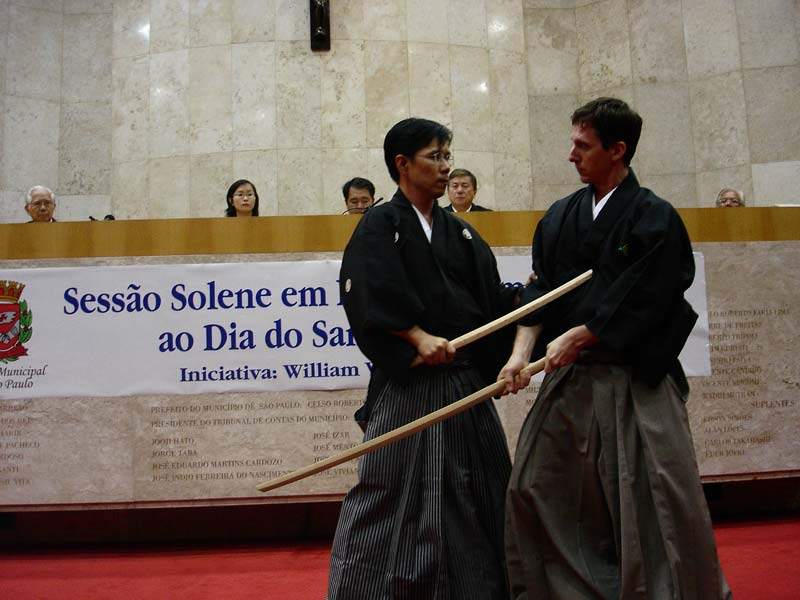
Kodachi Seiho: 7 Kates amb espasa curta

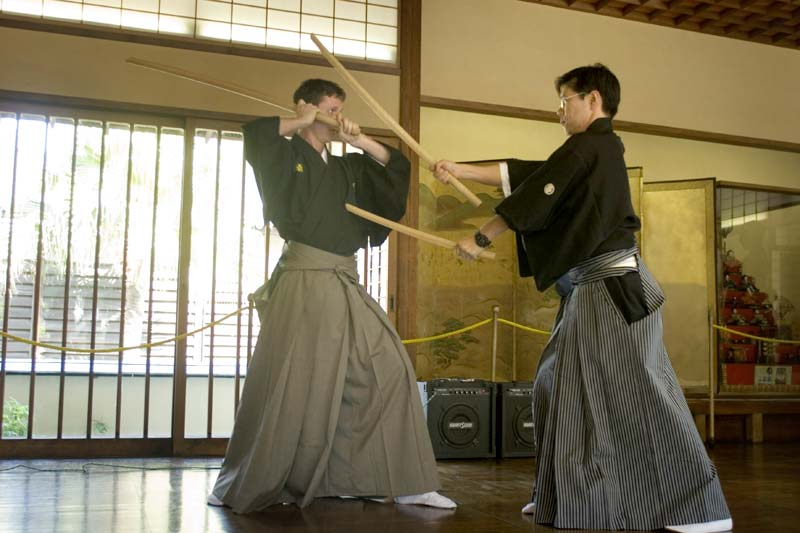
Nito Seiho: 5 Kates amb dues espases

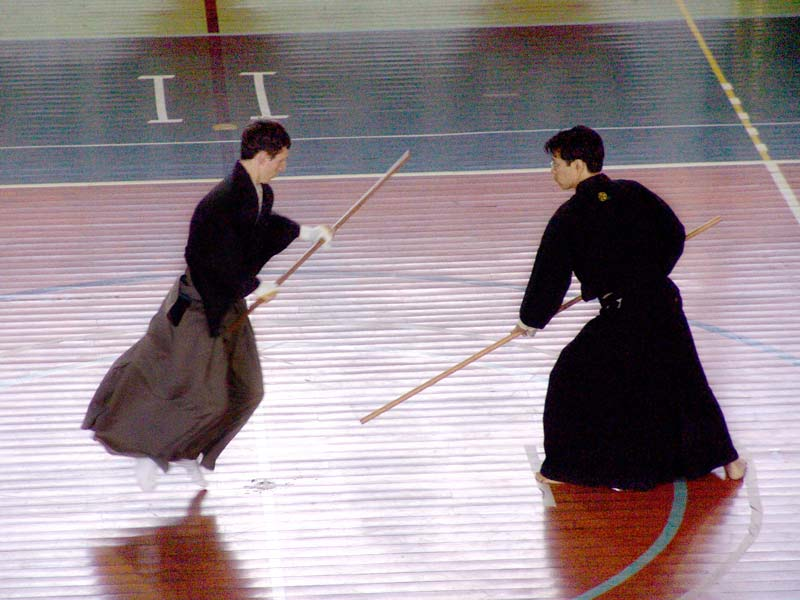
Bojutsu: 20 Kates amb bastó llarg

Les tècniques, dites de seiho, més conegudes de l'estil Niten Ichi Ryu, són les tècniques de dues espases. No obstant això, l'estil no es fonamenta solament en la tècnica amb dues espases.
En el Gosho Ha Hyoho Niten Ichi Ryu les tècniques es mantenen en la seua forma original, és a dir, la forma que va arribar al segle xx, a través del 8° Soke, Aoki Kikuo Sensei.
Els bokuto, espases de fusta, utilitzats en els kata posseïxen característiques pròpies. Es fan seguint el model del bokuto original fet per Miyamoto Musashi Sensei, que avui està en el Temple d'Usa, en Oita.
L'estil comprèn les següents tècniques:
- Tachi Seiho 太刀勢法 – 12 tècniques amb espasa llarga

-Sassen

-Hasso Hidari

-Hasso Migi

-Uke Nagashi Hidari

-Uke Nagashi Migi

-Moji Gamae

-Haritsuke

-Nagashi Uchi

-Tora Buri

-Kazuki

-Aisen Uchidome

-Amashi Uchi

- Kodachi Seiho 小太刀勢法 – 7 tècniques amb espasa curta

-Sassen

-Chudan

-Uke Nagashi

-Moji Gamae

-Hari Tsuke

-Nagashi Uchi

-Aisen

- Nito Seiho 二刀勢法 – 5 tècniques amb dues espases (Esmentades en El llibre dels cinc anells – Go Rin no Sho)

-Chudan

-Jodan

-Gedan

-Hidari Waki Gamae

-Migi Waki Gamae

- Bojutsu 棒術 – 20 tècniques con un bastó llarg, incloent tècniques de bastó contra bastó i bastó contra espasa.

A més d'açò, existixen els ensenyaments Kuden (ensenyament oral), conegudes tot just pels practicants més avançats.

## Graduacions
1 - Shoden: referent a aquells que dominen els kates de Tachi.
2 - Chuden: després de Shoden, referent a aquells que dominen els kata de Kodachi.
3 - Okuden: després de Chuden, referent a aquells que dominen els kata de dues espases.
4 - Menkyo: després d'Okuden, referent a aquells que dominen els kata de Bo (bastó llarg).
5 - Menkyo kaiden: referent als que dominen tots els kates de l'estilo i posseïxen una profunda comprensió filosòfica del Camí i de les ensenyances del fundador de l'estil.